# ČH Hornets Košice
ČH Hornets Košice est un club slovaque de water-polo de la ville de Košice.

## Histoire
ČH Hornets Košice est créé en 2003 et est l'héritier du club ČH Košice. Ensembles, les deux clubs totalisent plus de trente titres de champion national. En coupes d'Europe, le club atteint les huitièmes de finale du trophée de la Ligue européenne de natation 2010-2011.